# Hargitai Ákos
Hargitai/Hargitay Ákos (Budapest, 1964. június 3./június 30. –) magyar táncművész, koreográfus, táncpedagógus.

## Életpályája
1987–1992 között hivatásos revü- és show-táncos volt, majd musicalekben lépett fel. 1989–1990 között a Testnevelési Főiskola hallgatójaként sportakrobatika szakedzői képesítést szerzett. 1989–1991 között Berger Gyula együttesében dolgozott.
1990–1998 között Bécsben Willi Dorner-rel, majd osztrák, német, amerikai koreográfusokkal – többek közt Berlinben Sasha Waltz-cal – dolgozott együtt. 1994-ben létrehozta a Jump Magazint. 1996-ban New York-ban részt vett David Zambrano Ballroom című projektjében. 1994–2000 között Sasha Waltz és Guest két darabjával a Twenty to eight és a Tears break fast cíművel darabjával bejárta a világot. 1996-ban Michaela Pein-nel megalapította a 2 in 1 nevű táncegyüttest; felléptek Londonban, Párizsban, Berlinben, Prágában, Bécsben, Luxembourgban, Pozsonyban, Szófiában, New Yorkban, Litvániában és Ukrajnában is. 1998-ban Árvai Györggyel bemutatta az Egy faun délelőttje című multidimenzionális táncelőadást. 1998-ban az L1 Független Táncművészek Társulata alapító tagja volt.
2002-től a Magyar Táncművészeti Főiskola moderntánc-koreográfus szakán tanult. 2002-től a linzi Bruckner Konzervatóriumban oktat. 2006-ban az amerikai koreográfussal Scott Wells-vel dolgozott együtt San Franciscoban.

## Koreográfiái
- Sentimental Memory (1993)
- Jazzy-Funky (1994)
- Banán duett (Nemes Zsófiával, 1994)
- Garlic Kiss (Michaela Pein-nel, 1996)
- In Moving System (Michaela Pein-nel, 1997)
- Dialógusok és táncok (Vicky S., Joanna M. S. és Alan Gooddal, 1999-2000)
- Szabadesés Project (akciótánc, 2002-2003)
- Habcsók és más (2003)
- Kalkulált rizikó (2003)
- Gátlásom rád! (2004)
- Neondervölgyi (2005)
- Heterogénzóna (2006)

## Musical fellépései
- Ének az esőben
- Macskák
- West Side Story
- Bicska Maxi